# Bestair
Bestair war eine türkische Charterfluggesellschaft mit Sitz in Istanbul.

## Geschichte
Der Erstflug nach der Gründung 2005 fand im Sommer 2006 mit einer McDonnell Douglas DC-9-82/MD-82 statt. Im Oktober 2009 stellte Bestair den Flugbetrieb wieder ein.

## Ziele
Die internationalen Flugziele Basel, Düsseldorf, Frankfurt am Main, Straßburg, Warschau, Wien und Sarajevo (Bosnien und Herzegowina) wurden von den türkischen Städten Adana, Ankara, Antalya, Bodrum, Gaziantep, Istanbul, Izmir und Kayseri aus angeflogen.

## Flotte
(Stand: unbekannt)
- 2 Airbus A321-100
- 1 McDonnell Douglas DC-9-82/MD-82